# 波諾馬倫基 (哈爾科夫區)
49°54′34″N 36°21′4″E / 49.90944°N 36.35111°E
波諾馬倫基（烏克蘭語：Пономаренки）是位於烏克蘭東部的村莊，由哈爾科夫州哈爾科夫區的羅漢市鎮負責管轄。該村始建於1864年，面積0.32平方公里，海拔高度147米，2001年人口199，人口密度每平方公里621.9人。